# Khoveysh-e Neys
Khoveysh-e Neys (persiska: خویش نیس, Ḩoveysh-e Neys) är en ort i Iran.   Den ligger i provinsen Khuzestan, i den västra delen av landet, 600 km sydväst om huvudstaden Teheran. Khoveysh-e Neys ligger 13 meter över havet och antalet invånare är 104.
Terrängen runt Khoveysh-e Neys är mycket platt. Runt Khoveysh-e Neys är det ganska tätbefolkat, med 139 invånare per kvadratkilometer. Närmaste större samhälle är Sūsangerd, 16,4 km norr om Khoveysh-e Neys. Omgivningarna runt Khoveysh-e Neys är i huvudsak ett öppet busklandskap.